# Franco Marini

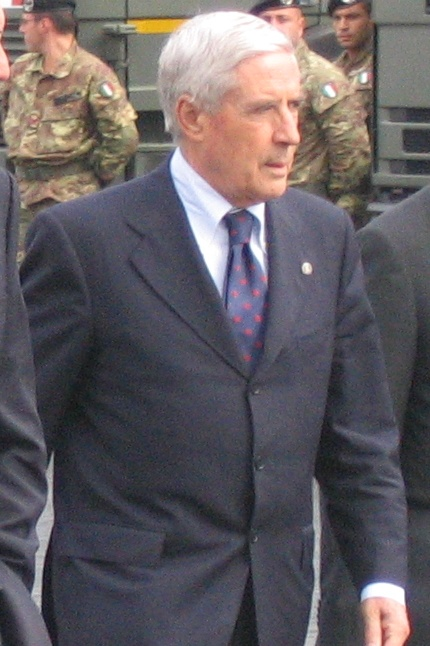
Franco Marini

Franco Marini (ur. 9 kwietnia 1933 w San Pio delle Camere, zm. 9 lutego 2021 w Rzymie) – włoski polityk, były minister i eurodeputowany, wieloletni parlamentarzysta, były przewodniczący Senatu.

## Życiorys
Ukończył studia prawnicze, po których zaangażował się w działalność ruchu związkowego. W 1950 przystąpił do Chrześcijańskiej Demokracji. W 1985 został przewodniczącym Włoskiej Konfederacji Pracowniczych Związków Zawodowych (CISL). W 1991 zrezygnował z tej funkcji, gdy objął urząd ministra pracy i ochrony socjalnej w siódmym rządzie Giulia Andreottiego, który sprawował do 1992.
W wyborach parlamentarnych w 1992 po raz pierwszy uzyskał mandat poselski, otrzymując najwięcej głosów w skali kraju. W Izbie Deputowanych zasiadał do 2006 (XI, XII, XIII i XIV kadencji). Po upadku chadecji przystąpił w 1994 do Włoskiej Partii Ludowej. Od 1997 był sekretarzem krajowym ludowców, utracił to stanowisko w 1999 z powodu słabego rezultatu partii w wyborach do Parlamentu Europejskiego. Sam jednak uzyskał wówczas mandat eurodeputowanego, który sprawował do 2004.
Gdy w 2002 Włoska Partia Ludowa weszła w skład nowej formacji, Demokracja to Wolność – Stokrotka, Franco Marini został jej sekretarzem. 29 kwietnia 2006 po wygraniu przez centrowo-lewicową koalicję wyborów parlamentarnych powołano go na stanowisko przewodniczącego Senatu XV kadencji. W głosowaniu pokonał wspieranego przez Dom Wolności Giulia Andreottieggo stosunkiem głosów 165 do 156.
30 stycznia 2008, po dymisji rządu Romano Prodiego, prezydent Giorgio Napolitano, chcąc uniknąć przedterminowych wyborów, powierzył przewodniczącemu Senatu misję utworzenia przejściowego gabinetu. W celu zdobycia większości parlamentarnej Franco Marini rozpoczął rozmowy z liderami głównych partii politycznych. Na początku lutego 2008, wskutek braku poparcia ze strony centroprawicy Silvia Berlusconiego, jego misja zakończyła się niepowodzeniem.
W przedterminowych wyborach w tym samym roku został senatorem XVI kadencji z ramienia Partii Demokratycznej. 29 kwietnia 2008 na stanowisku przewodniczącego izby wyższej parlamentu zastąpił go Renato Schifani z Ludu Wolności. Z parlamentu odszedł w 2013, nie uzyskując w wyborach w tymże roku reelekcji. W tym samym roku był wspieranym przez część ugrupowań kandydatem na prezydenta, nie uzyskując jednak wymaganego poparcia w głosowaniu.
Zmarł w 2021 na COVID-19 w okresie światowej pandemii tej choroby.